# Bacson-Kultur
| Prähistorische Kulturen Vietnams | Prähistorische Kulturen Vietnams |
| Altsteinzeit                     | Altsteinzeit                     |
| -------------------------------- | -------------------------------- |
| Dieu-Kultur                      | ca. 30.000 v. Chr.               |
| Sơn-Vi-Kultur                    | 20.000–12.000 v. Chr.            |
| Mittelsteinzeit                  |                                  |
| Hòa-Bình-Kultur                  | 12.000–10.000 v. Chr.            |
| Jungsteinzeit                    |                                  |
| Bắc-Sơn-Kultur                   | 9.000–5.000 v. Chr.              |
| Quỳnh-Văn-Kultur                 | 3.000–1 v. Chr.                  |
| Đa-Bút-Kultur                    | 4.000–1.700 v. Chr.              |
| Bronzezeit                       |                                  |
| Phùng-Nguyên-Kultur              | 2.000–1.500 v. Chr.              |
| Đồng-Đậu-Kultur                  | 1.500–1.000 v. Chr.              |
| Gò-Mun-Kultur                    | 1.000–700 v. Chr.                |
| Đông-Sơn-Kultur                  | 800 v. Chr.–200 n. Chr.          |
| Eisenzeit                        |                                  |
| Sa-Huỳnh-Kultur                  | 500 v. Chr.–100 n. Chr.          |
| Óc-Eo-Kultur                     | 1–630 n. Chr.                    |

Die Bacson-Kultur blühte von ca. 9000 bis 5000 v. Chr. im Norden des heutigen Vietnams. Es handelt sich um eine neolithische Kultur, die von etwas über 50 Fundorten bekannt ist (Stand 2004).

## Entdeckung
Die Bacson-Kultur wurde in den Zwanziger Jahren vom französischen Archäologen Henry Mansuy in der nordvietnamesischen Provinz Bac Son entdeckt. Er fand Felsdächer, die von Jägern und Sammlern benutzt worden waren und sich am Nordufer des Roten Flusses befinden.

## Charakteristik
Charakteristisch für diese Kultur sind geschliffene Steinäxte und flache Steine, die mit wenigen parallelen Linien dekoriert sind (marques Bacsoniennes). Nahrungsgrundlage waren anscheinend Süßwasser-Mollusken und Waldschnecken (Cyclophorus sp. ). Die Jagd auf wilde Tiere ist auch bezeugt, doch konnte Pflanzenanbau bisher nicht mit Sicherheit belegt werden. Es gibt Anzeichen für die Anwendung der Töpferei, was durch seltene Funde von schwarzen und mit Schnurmustern dekorierten Gefäßen belegt ist und damit die älteste Keramik in Nordvietnam darstellt. Daneben fand man einige wenige Stein- und Tonfiguren.
Die Toten wurden innerhalb der Siedlungen bestattet. Als Beigaben gab man mitunter Muschelschmuck und Steinwerkzeuge und bestreute sie mit Ocker.